# Essentiële tremor
Essentiële tremor (ET) is het trillen van een lichaamsdeel, in eerste instantie veelal een arm, terwijl men een bepaalde beweging maakt, of een bepaalde handeling probeert uit te voeren. ET is een vorm van kinetische tremor, ook wel actietremor genoemd. In het oude Griekenland schreef Claudius Galenus (129–199 n.Chr.) al over deze aandoening. ET is een van de meest veelvuldig voorkomende neurologische aandoeningen. Zo’n 1 op de 20-25 personen van boven de 40 jaar heeft ET.
De frequentie van de tremor ligt tussen 4Hz en 12Hz. Bij ouderen ligt dit voornamelijk in het lagere frequentiebereik. De aandoening verloopt progressief, waardoor het uiteindelijk onmogelijk wordt alledaagse zaken als eten, schrijven en autorijden uit te voeren. ET begint meestal in de armen, en verspreidt zich dan naar het hoofd. Uiteindelijk kan het hele lichaam aangedaan raken. De gehele lichaamshouding is dan instabiel, en het lopen is bemoeilijkt. Een kleine 20 procent van de patiënten ontwikkelt naast de ET ook nog een rusttremor.
Hogere leeftijd is een risicofactor als het gaat om het krijgen van ET. Tevens is het zo dat ET vaker voorkomt bij blanke mensen dan bij zwarte Amerikanen. In sommige families komt ET veel voor. Specifieke genen zijn tot op heden nog niet gevonden. De essentiële tremor is een autosomaal dominante aandoening met een sterk wisselende penetrantie. Er zijn aanwijzingen dat omgevingsfactoren eveneens kunnen bijdragen aan het ontstaan van ET. Het gaat hierbij om beta-carboline alkaloïden en lood. Beta-carboline alkaloïden ontstaan als vlees gedurende langere tijd sterk verhit wordt.

## Behandeling
Indien men geen problemen ondervindt van de tremor, en zich er niet voor schaamt, dan hoeft men geen verdere acties te ondernemen. Patiënten die zich schamen, of waarbij de tremor invaliditeit veroorzaakt, kunnen medicijnen die ervoor zorgen dat de tremor minder heftig wordt, nemen. In ernstige, invaliderende gevallen kan men een operatie overwegen. Een voorbeeld van een operatieve behandeling van essentiële tremor is diepe hersenstimulatie.
Voorkeursmiddelen:
- propranolol, 120 mg of meer per dag
- primidon (Mysoline ®), tot 750 mg per dag

Alternatieven:
- sotalol
- atenolol
- gabapentine
- calciumantagonisten
- botulinetoxine injecties